# Tremella occultixanthoriae
Tremella occultixanthoriae is een korstmosparasiet behorend tot de familie Tremellaceae. Hij komt vooral op het groot dooiermos (Xanthoria parietina).

## Kenmerken
De basidia zijn 4-cellig, met longitudinale septa. De basidia produceren sessiele conidia in plaats van basidiosporen. De conidia meten 4,5–5,5 × (3,5–)4–4,5 μm en de basidiosporen meten 8,5–11,5 × 8–10,5 μm.

## Verspreiding
In Nederland komt de soort  zeer zeldzaam voor.